# Ammagaripet, Srinivaspur
Ammagaripet là một làng thuộc tehsil Srinivaspur, huyện Kolar, bang Karnataka, Ấn Độ.